# John James (autóversenyző)
John Martin James (1914. május 10. – San Ġiljan, 2002. január 27.) brit autóversenyző.

## Pályafutása
1951-ben részt vett hazája világbajnoki Formula–1-es versenyén. A futamon meghibásodott a hűtő Maseratiában, így nem ért célba. 
Pályafutása alatt elindult több, a világbajnokság keretein kívül rendezett Formula–1-es versenyen is.

## Eredményei

### Teljes Formula–1-es eredménylistája
(Táblázat értelmezése)

(Félkövér: pole-pozícióból indult; dőlt: leggyorsabb kört futott) 

| Év   | Csapat     | Modell           | Motor       | 1   | 2   | 3   | 4   | 5      | 6   | 7   | 8   | Helyezés | Pont |
| ---- | ---------- | ---------------- | ----------- | --- | --- | --- | --- | ------ | --- | --- | --- | -------- | ---- |
| 1951 | John James | Maserati 4CLT/48 | Maserati S6 | SUI | 500 | BEL | FRA | GBR Ki | GER | ITA | ESP | -        | 0    |

## Külső hivatkozások
- Profilja a grandprix.com honlapon (angolul)
- Profilja a statsf1.com honlapon (angolul)